# Ясуми, Том
Ёсито «Том» Ясуми (англ. Yoshito «Tom» Yasumi, яп. トム・ヤスミ) — американский аниматор и режиссёр японского происхождения. Более известен по работе над мультсериалами «Губка Боб Квадратные Штаны», «Крутые бобры», «Гарфилд и его друзья» и «Новая жизнь Рокко».

## Биография и карьера
Ёсито Ясуми родился 20 августа 1965 года в Токио, столице Японии. В возрасте 12 лет, в 1978 году Ясуми вместе со своей семьёй переехал в Америку. Сам Ёсито изначально не имел желания переезжать, поссорившись с отцом, сказав про желание остаться одному в Японии, но тот настаивал, что семья должна держаться вместе.
Оказавшись в Америке, семья переехала в западный Лос-Анджелес, где Ясуми с братом учились в местной школе. Ясуми в подростковом возрасте начал снимать короткометражные фильмы с применением пластилиновой анимации, купив себе камеру Super 8mm. На его творческую деятельность повлияли фильмы от «Warner Bros.», а также аниме-сериал «Lupin III».
По настоянию отца Ёсито поступил в Калифорнийский университет в Лос-Анджелесе на специальность «Изобразительное искусство» — курс Дэна Маклафлина. После окончания университета Ясуми начал работать фрилансером, делая анимационные работы для рекламных роликов и игр на CD-ROM. В ходе этого в 1985 году Ясуми создал короткометражный фильм «The Side View».
В 1989 году Ясуми получил работу в анимационном отделе «Nickelodeon Studios», начав с мультсериала «Ох уж эти детки!». Попутно Том работал над мультсериалами «Симпсоны», «Гарфилд и его друзья» и «Легенда о принце Валианте». После них Ясуми начал работу над проектами «Новая жизнь Рокко» и «Крутые бобры» в качестве хронометриста. После них Том присоединился к съёмочной группе мультсериала Стивена Хилленберга — «Губка Боб Квадратные Штаны», начав работу в анимационном отделе. В отношении успеха мультсериала Ясуми считает, что «успех „Губки Боба“ был случайностью, одним шансом на миллион». Также, до завершения производства 12 сезона Ясуми являлся одним из работников «Губки Боба», которые работают над проектом беспрерывно с самого начала — среди них такие, как Алан Смарт, Питер Беннетт и Николас Карр.

## Фильмография

### Телевидение
| Годы               | Название                   | Примечания                                                                |
| ------------------ | -------------------------- | ------------------------------------------------------------------------- |
| 1988—1991          | Гарфилд и его друзья       | Хронометрист, дизайнер персонажей, оформитель                             |
| 1989               | ABC Weekend Specials       | Аниматор, фоновый художник, ассистент продюсера                           |
| 1991               | Легенда о принце Валианте  | Ассистент аниматора                                                       |
| 1992—1997          | Ох уж эти детки!           | Аниматор, хронометрист, фоновый художник, оформитель, дизайнер персонажей |
| 1995—1996          | Новая жизнь Рокко          | Хронометрист                                                              |
| 1996               | Кряк-Бряк                  | Ассистент режиссёра                                                       |
| 1997—1999          | Крутые бобры               | Хронометрист                                                              |
| 1998; 2014         | Паровозик Томас            | Хронометрист                                                              |
| 1999—2020          | Губка Боб Квадратные Штаны | Анимационный режиссёр, аниматор, хронометрист                             |
| 2001—2006          | Волшебные покровители      | Анимационный режиссёр, аниматор, хронометрист                             |
| 2005               | Цап-царап                  | Хронометрист                                                              |
| 2005               | Лагерь Лазло               | Хронометрист                                                              |
| 2013               | Санджей и Крейг            | Анимационный режиссёр, аниматор                                           |
| 2014               | Кларенс                    | Хронометрист                                                              |
| 2021 — наст. время | Великий север              | Хронометрист                                                              |

### Фильмы
| Годы | Название                   | Примечания                                                    |
| ---- | -------------------------- | ------------------------------------------------------------- |
| 1985 | The Side View              | Режиссёр, сценарист, продюсер, аниматор, композитор, монтажёр |
| 2004 | Губка Боб Квадратные Штаны | Хронометрист                                                  |
| 2015 | Губка Боб в 3D             | Анимационный режиссёр                                         |